# Leccinum manzanitae
Leccinum manzanitae es una especie de hongo boleto de la familia Boletaceae. Descrita como nueva para la ciencia en 1971, se conoce comúnmente como bolete de la manzanita por su habitual asociación micorrícica con los árboles de manzanita.
Sus cuerpos fructíferos (setas) tienen capuchones pegajosos de color rojizo a marrón de hasta 20 cm (8 pulgadas), y sus estipes miden hasta 16 cm (6,3 pulgadas) de largo y 3,5 cm (1,4 pulgadas) de grosor. Tienen un color de fondo blanquecino salpicado de pequeñas escamas negras conocidas como costras. L. manzanitae suele distinguirse de otras boletus similares por su gran tamaño, sombrero rojizo, costras oscuras sobre un pie blanquecino y su asociación con la manzanita y el madroño.
Sólo se encuentra en la región del noroeste del Pacífico de Estados Unidos y Canadá, pero es la especie de Leccinum más común en California. La seta es comestible, aunque las opiniones varían en cuanto a su calidad.

## Taxonomía
Leccinum manzanitae fue descrita por primera vez por el micólogo estadounidense Harry Delbert Thiers en 1971, a partir de recolecciones realizadas en el condado de San Mateo, California, el año anterior. En ese estado, se conoce como bolete de la manzanita por su estrecha asociación con los árboles de manzanita. Se clasifica en la subsección Versicolores de la sección Leccinum en el género Leccinum. Las especies estrechamente relacionadas en esta sección incluyen L. piceinum, L. monticola, L. albostipitatum y L. versipelle.

## Descripción

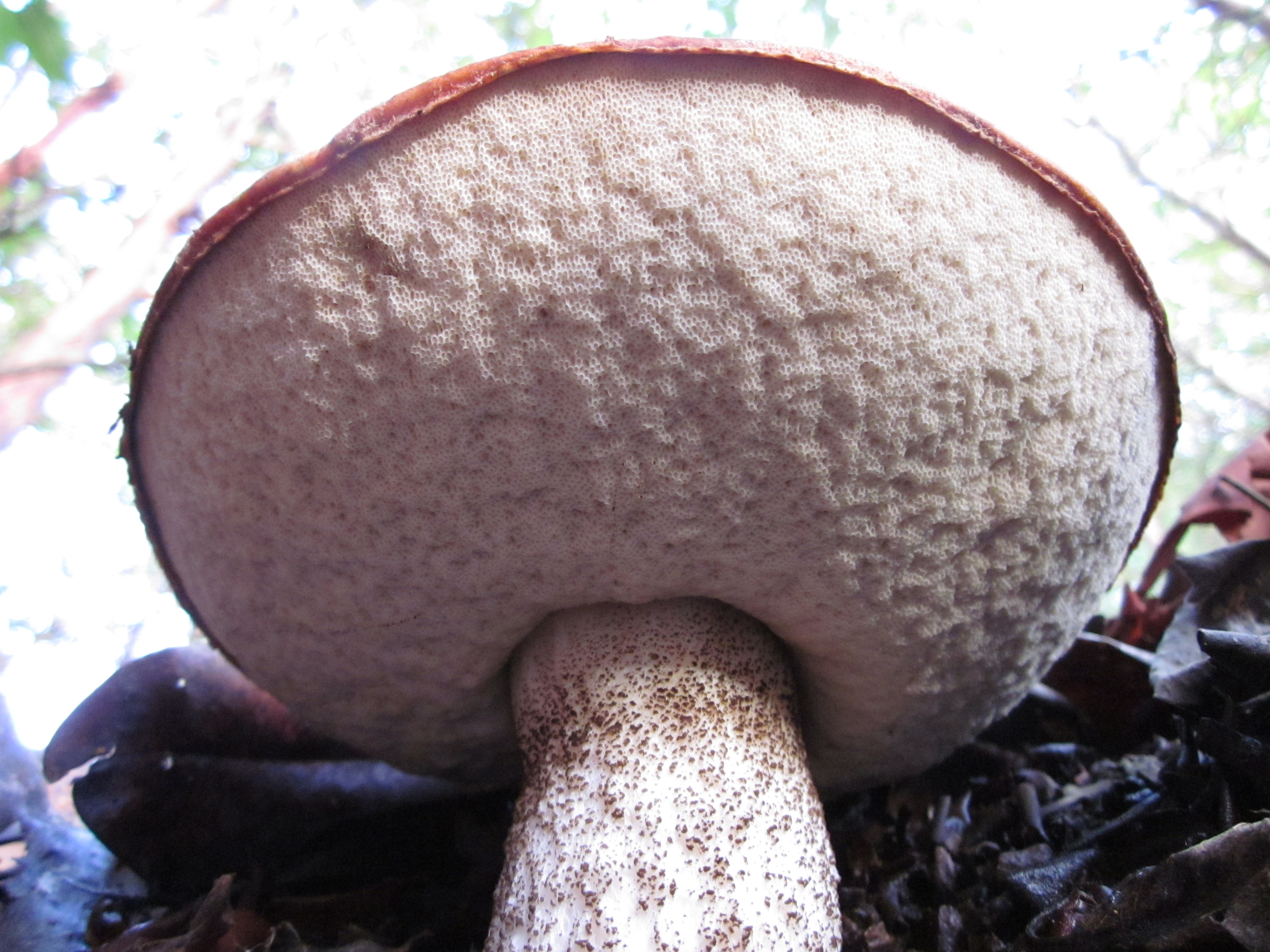
La superficie porosa es blanquecina, con poros de hasta 1 mm de ancho.

Los cuerpos fructíferos de Leccinum manzanitae son a veces macizos, alcanzando ocasionalmente pesos de varias libras. El sombrero tiene un diámetro de 7-20 cm (2,8-7,9 pulgadas), de esférico a convexo cuando es joven, y de ampliamente convexo a aplanado o en forma de cojín (pulvinado). La superficie del sombrero está a menudo poco o profundamente picada o reticulada, pegajosa y cubierta de pelos prensados que son más conspicuos hacia el borde del sombrero. Su color es rojo oscuro durante todas las fases de desarrollo. La carne del capuchón tiene un grosor de 2-4 cm (0,8-1,6 pulgadas), es blanca cuando se expone por primera vez, pero cambia lenta e irregularmente a gris parduzco oscuro sin estado intermedio rojizo. El cambio de color tras una contusión o herida suele ser más pronunciado en los ejemplares jóvenes.
Los tubos que componen el himenóforo miden entre 1 y 2,5 cm de largo y están unidos al estipe por un adnate; su color es oliva pálido cuando son jóvenes y se oscurece cuando están magullados. Los poros tienen hasta 1 mm de diámetro, son angulosos y del mismo color que los tubos. El pie mide de 8 a 18 cm de largo y de 1,5 a 4 cm de grosor en el ápice, y tiene forma de garrote o está hinchado en el centro. Es sólido (es decir, no hueco), con una superficie seca, y está cubierto de pequeñas proyecciones granulares rígidas llamadas costras. Las costras suelen ser blanquecinas cuando son jóvenes, pero con el tiempo se vuelven de color gris parduzco oscuro con la edad. La carne del pie se tiñe de un color azulado cuando se golpea, aunque esta reacción es variable y a veces tarda en producirse. No tiene sabor ni olor característicos.

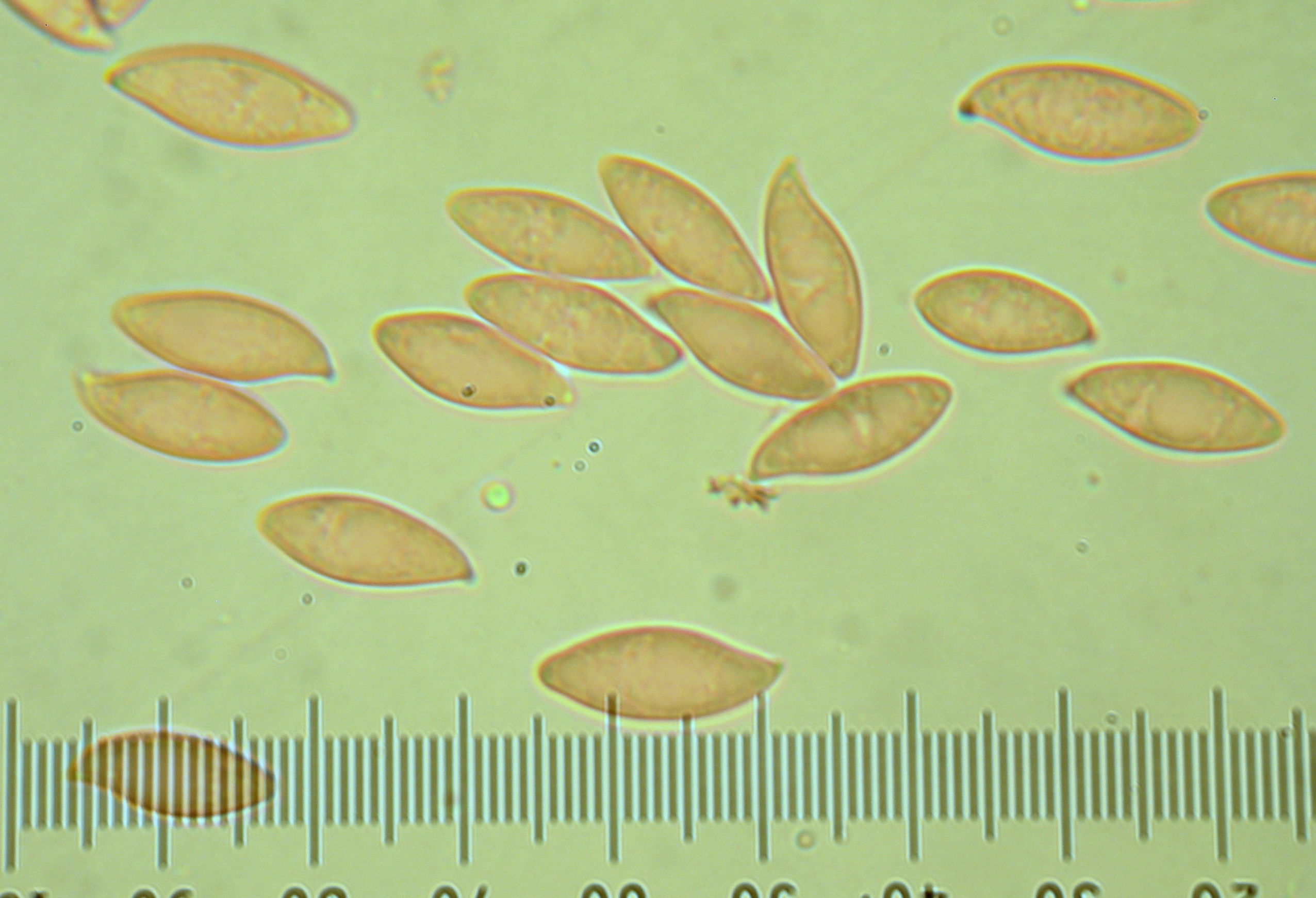
Las esporas son de algo elípticas a cilíndricas y se estrechan en cada extremo.

El hongo Leccinum manzanitae produce una esporada de color marrón canela. Las esporas miden 13-17 por 4-5,5 μm, son algo elípticas a cilíndricas y se estrechan en cada extremo (fusoides); sus paredes son lisas y moderadamente gruesas. Las células portadoras de esporas, los basidios, miden 27-32 por 6-9 μm, tienen forma de garrote a pera (piriformes) y cuatro esporas. Los cistidios miden 23-32 por 4-6 μm, tienen forma fusoide o de maza con ápices estrechos y alargados. Los caulocistidios (que se encuentran en la superficie del estipe) son de paredes finas, con forma de maza a algo fusoide, y a veces terminan en una punta afilada; miden 35-45 por 9-14 μm. Las hifas de la cutícula del sombrero están dispuestas en forma de tricodermo (en el que las hifas más externas emergen aproximadamente paralelas, perpendiculares a la superficie del sombrero).
Se pueden utilizar varias pruebas químicas para ayudar a confirmar la identificación de la seta: una gota de solución diluida (3-10%) de hidróxido de potasio (KOH) volverá los tubos de color rojo pálido, mientras que el ácido nítrico (HNO3) sobre los tubos produce un color amarillo anaranjado; una solución de sulfato de hierro (II) (FeSO4) aplicada a la carne da como resultado un color gris pálido.
Thiers también describió la variedad L. manzanitae var. angustisporae del condado de Mendocino. Similar a la forma principal en apariencia y hábitat, tiene esporas más pequeñas y estrechamente alargadas, normalmente de 3-4 μm de ancho y 1-2 μm más largas.

### Especies similares
En el campo, los cuerpos fructíferos de Leccinum manzanitae suelen distinguirse de los de otras especies de bolete similares por su gran tamaño, 
capuchón rojizo, costras oscuras sobre un pie blanquecino y asociación con la manzanita y el madroño. L. ponderosum también tiene un capuchón pegajoso de color rojo oscuro, pero su carne no se oscurece con la exposición y su capuchón es liso cuando es joven. L. armeniacum también crece con la manzanita y el madroño, pero su capuchón es más anaranjado.
L. aeneum, conocida sólo en California, es otra especie que se asocia con manzanitas y madroños. Tiene un sombrero de color anaranjado y costras blanquecinas en el pie que no se oscurecen significativamente a medida que la seta madura. L. insigne, que se encuentra en bosques de coníferas con álamos temblones, tiene una coloración similar a L. manzanitae. L. scabrum, de sombrero marrón, se asocia con abedules ornamentales, normalmente en paisajes cultivados. L. constans, que también se encuentra exclusivamente en California, es más pálida y no sufre cambios de color cuando la carne cortada se expone al aire; se encuentra cerca de madroños en regiones costeras. La especie L. largentii, que se encuentra en regiones septentrionales de la costa oeste, tiene un sombrero seco con un borde entre fibriloso y escamoso, poros de color oliva oscuro y costras densamente dispuestas en el pie. Se asocia con el toyon (Heteromeles arbutifolia).

## Hábitat y distribución
Leccinum manzanitae es una especie micorrícica. Sus frutos crecen aislados o dispersos en el suelo bajo madroños y manzanitas. Se sabe que sólo se da en Norteamérica, y es común encontrarla desde el centro de California hasta el sur de Oregón, pero también se ha descrito más al norte, en Washington y Columbia Británica (Canadá). Thiers la consideraba la Leccinum más abundante de California. Se puede encontrar de octubre a febrero.

## Comestibilidad
Leccinum manzanitae es comestible, y su sabor es a veces muy apreciado, aunque otros han descrito el sabor como insípido. El secado de la seta puede mejorar el sabor. Una guía de campo aconseja precaución a la hora de seleccionar esta especie para la mesa, ya que se han registrado intoxicaciones con setas de aspecto similar encontradas en las Montañas Rocosas y en la región noroeste del Pacífico de los Estados Unidos.